# Entre el cielo y el infierno
Entre el cielo y el infierno è il quinto album in studio del gruppo heavy metal argentino Rata Blanca, pubblicato nel 1994.

## Tracce
1. En el bajo Flores
2. Bajo control
3. Jerusalén
4. Sombra inerte del amor
5. Obsesión
6. Patria
7. Herederos de la fe
8. Sin tu amor nada existe
9. Máquina
10. Fantasma azul
11. Banda viajera

## Formazione
- Guillermo Sanchez - basso
- Gustavo Rowek - batteria
- Javier Retamozo - tastiera
- Mario Ian - voce
- Sergio Berdichevsky - chitarra
- Walter Giardino - chitarra